# XTE J1739-285
Étoile binaire
Source astrophysique de rayons X
Binaire X à faible masse
XTE J1739-285 est une étoile à neutrons, dans la constellation d'Ophiuchus, située approximativement à 39 000 années-lumière de la Terre. Elle a été observée pour la première fois le 19 octobre 1999 par le satellite Rossi X-ray Timing Explorer de la NASA.
Il avait été prétendu que XTE J1739-285 était le corps céleste qui tournait le plus rapidement à ce jour, avec une fréquence de 1 122 Hz (environ 67 320 rotations par minute). Cependant, une nouvelle analyse de ces données par d'autres astronomes n'a pas permis de reproduire ce résultat.
XTE J1739-285 a été proposé comme un candidat possible d'étoile à quarks, tout comme l'est aussi 3C 58.